# John Dermot Campbell
Pour les articles homonymes, voir Campbell.
Cet article possède un paronyme, voir John Campbell.
John Dermot Campbell, né le 20 janvier 1898 et mort le 23 janvier 1945, est un soldat, homme d'affaires et homme politique britannique.

## Biographie
Dernier enfant d'une fratrie de trois, il grandit dans le comté d'Antrim dans le nord de l'Irlande. Éduqué à Wellington College (en) dans le Berkshire en Angleterre, il suit une formation à l'Académie royale militaire de Woolwich. Soldat durant la Première Guerre mondiale, il est déployé en Palestine dans le régiment Royal Garrison Artillery (en). Après la guerre, il travaille dans l'entreprise familiale de lin, H. Campbell & Company Ltd, dont il devient directeur,.
Il se marie en 1930 et a trois enfants. En février 1943, à l'occasion d'une élection partielle, il est élu député de la circonscription nord-irlandaise d'Antrim à la Chambre des communes du Parlement du Royaume-Uni, sous l'étiquette du Parti unioniste d'Ulster. En août de cette même année, par une élection partielle également, il est élu député de la circonscription de Carrick à la Chambre des communes d'Irlande du Nord, tout en continuant simultanément de siéger au parlement national à Londres,.
En janvier 1945, deux avions Beech 18 de la Royal Air Force emmènent une délégation parlementaire visiter les troupes britanniques à Brindisi en Italie. Le second avion fait demi-tour en raison d'une violente tempête de neige. Le premier avion, à bord duquel se trouvent les députés Robert Bernays et John Dermot Campbell, disparaît dans la tempête et n'est jamais retrouvé. Il est supposé s'être écrasé en mer Adriatique. Les deux hommes figurent parmi les  cinquante-six parlementaires britanniques morts à la Seconde Guerre mondiale et commémorés par un vitrail au palais de Westminster,,.